# Seeschlacht bei Gabbard
Dover – Plymouth – Elba – Kentish Knock – Dungeness – Portland – Livorno – Gabbard – Scheveningen
In der Seeschlacht bei Gabbard (Im Niederländischen Seeschlacht bei Nieuwpoort, in England auch Seeschlacht bei North Foreland genannt) während des Ersten Englisch-Niederländischen Krieges schlugen sich am 12. und 13. Juni 1653 die Flotte des Commonwealth of England und die Flotte der Vereinigten Provinzen der Niederlande vor der Küste von Suffolk im Englischen Kanal. Die Niederländer erlitten eine folgenreiche Niederlage.

## Verlauf
Die englische Flotte mit 100 Schiffen wurde kommandiert von George Monck, Richard Deane, John Lawson und William Penn. Die niederländische Flotte mit 98 Schiffen befehligten Maarten Tromp und Witte de With. Die Engländer wurden am 12. Juni angegriffen, konnten aber durch die Taktik der Schlachtlinie die niederländischen Enterversuche abwehren, dabei wurden viele niederländische Schiffe beschädigt und zwei versenkt.
Am 13. Juni verstärkte Robert Blake die englischen Kräfte, doch griff Tromp direkt an, obwohl die Niederländer kaum noch über Munition verfügten. Eine plötzliche Flaute machte die niederländischen Schiffe zu einem leichten Ziel für die überlegenen englischen Kanonen. Bis zum Abend eroberten die Engländer neun und versenkten elf Schiffe, sie selbst verloren kein einziges Schiff, aber (neben anderen) wurde Kommandant Deane getötet.

## Folgen
Es war eine der schwersten Niederlagen der Niederländer. Nachdem die Engländer in der Seeschlacht bei Portland die Herrschaft über den Ärmelkanal gewonnen hatten, errangen sie nun auch die Kontrolle über die Nordsee.
Nach dem Sieg verhängten die Engländer eine Blockade über die niederländische Küste, brachten zahlreiche Handelsschiffe auf und lähmten die niederländische Wirtschaft. Die beiden Flotten trafen im August ein letztes Mal in diesem Krieg in der Seeschlacht bei Scheveningen aufeinander.